# Добрянський Мирослав Васильович
Мирослав Васильович Добрянський (нар. 11 листопада 1954) — український художник-аматор. Працює в стилі батального живопису.

## Біографічні відомості
Народився в сім'ї вчителів. Після невдалої спроби вступити до Київського художнього інституту навчався на історичному факультеті ЗНУ, який закінчив у 1977 році, отримавши диплом вчителя історії та суспільствознавства. Близько 20-ти років пропрацював педагогом. З 1998 року — держслужбовець Новомиколаївської РДА Запорізької області.

## Виставки
1998—1999р — перші виставки у Новомиколаївці, 2002 рік — відкриття історико-культурної експозиції «Ерістівка» в Широкому; 2003 рік — в Хортиці, 2004 рік — у Києві, в рамках творчого звіту майстрів мистецтв Запорізької області, за що відзначений подякою Запорізької облдержадміністрації; 2005 рік — персональна виставка живописних і графічних робіт у Дніпропетровську. У листопаді 2009 року відкрилася постійно діюча експозиція творів Добрянського М. В. «Запоріжжя — колиска козацтва» в м. Запоріжжя. Також підбірка з 30 графічних робіт М. Добрянського демонструється в офісі історико-культурного центру «Хортиця» у Запоріжжі. Займався дизайном та виготовленням меморіальних дощок пам'яті трьох юнаків, котрі загинули в зоні АТО на Сході України.

## Твори
У загальному доробку Добрянського більш 150-ти картин та графічних робіт на історичну тематику.
- «Побачення», «Суд козацький, суд праведний» (1987);
- «Гей, за волю, за Україну», «Козацький двобій» (1988);
- «Оборона замку Д. Вишневецького в 1557 році», «Татарський розвідник», «Суперечка курінних отаманів» (1992);
- «Великий початок. Рік 1648» (1997);
- «Відбиваються» (1999);
- «Брацлавський полковник Данило Нечай в бою під Червоним» (2001);
- «Прикрий мені спину, друг» (2002);
- «Бій в Княжих байраках» (2004);
- «Полон знатного шляхтича. Іван Сірко», «Незгода полковника Богуна» (2005);
- «Сутичка з татарами в степу» (2006);
- «Український шляхтич часів Хмельниччини. Автопортрет», «Дорогий гість під Різдво» (2007);
- «Під Пилявою», «Кошовий отаман Гордієнко в таборі Карла XII» (2008);
- «Похід отамана Сірка на Крим, звільнення побратимів», «Запорізька верф», «Під Сінопою», «Неприємність» (2009);